# Agathis dammara
Agathis dammara (Агатис дамарський) — вид хвойних рослин родини араукарієвих.

## Поширення, екологія
Країни проживання: Індонезія (Молуккські острови, Сулавесі); Філіппіни. Живе в низовинах і до нагірних тропічних лісів як розкидані дерева, часто на хребтах з тонкими, кам'янистими ґрунтами або в перезволожених місцях, де панування покритонасінних менш енергійне.

## Морфологія
Дерева до 60 м заввишки і 1,8 м діаметром. Автори розходяться в думках про кору, називаючи її сірою, червоно-сірою, світло-коричневою, або чорною, з дрібними ямочками чи тонкими лусками або з багатьма пухирями смоли. Листки товсті, шкірясті, від світло- до темно-зеленого кольору, дуже різні навіть на одному дереві. Пилкові шишки пазушні, поодинокі на товстих 3-4 мм стеблах, в зрілості стають темно-коричневими, злегка звивистими циліндрами, 10 діаметр × 30–40. Жіночі шишки кульові або яйцеподібні, 5.5–12 см по 5–7.8 см шириною. Насіння довжиною 1,5 см, одне крило довжиною 1,3 см, друге набагато коротше.

## Використання
Великі дерева цього виду діють надзвичайно цінну деревину, що має великі розміри, пряму, без сучків, сильну і світлу. Деревина продається на міжнародних ринках. Дерева також використовувалися для смоли (копал). Agathis dammara використовується в лісових плантаціях, в основному на Яві, де рід не зустрічається в природі.

## Загрози та охорона
Цей вид надмірно експлуатувався в багатьох областях, і в результаті його загальна площа розміщення, за оцінками, принаймні, була скорочена на 30 % і більше, і це продовжується дотепер. Добування смоли при експлуатації занадто інтенсивно убиває велику кількість дерев в лісах, особливо на Філіппінах. Заборона вирубки цього виду була накладена на Філіппінах. Вид також присутній у кількох ПОТ, але заборони незаконних рубок не завжди ефективні.